# Шурчай
Шурчай, щірчой (від тадж. щір — «молоко», чой — «чай») — традиційна страва середньо-азійського регіону, Монголії та Тибету, проте у двох останніх країнах має інші назви.
На території Узбекистану ця страва поширена серед таджиків, страва є традиційною в таких містах, як Бухара та Самарканд, однак має поширення і серед каракалпаків.
Щірчой вживається вранці, як сніданок, рідше ввечері — як легка вечеря.
Щірчой — це страва, основним компонентом якої є молоко і хліб, додатковими компонентами — чай, сіль, чорний перець і топлений жир.
Метод приготування вельми простий: У невелику ємність з невеликою кількістю води (не більше 50-75гр.), додається половина чайної ложки чорного чаю і вариться близько 2-3 хвилин, після чого додається молоко (400–500гр.), сіль (0,5 чайної ложки) і доводиться до кипіння.
Щірчой вживається в традиційній чаші — коса, перед вживанням щірчоя в косу додається жир (найчастіше це топлений курдюк гіссарської вівці), чорний перець і коржик, розірваний на дрібні шматочки, іноді додають дрібні сухі шматки коржа. Все це настоюється близько 5 хвилин, для того, щоб шматки коржа ввібрали в себе молоко з жиром, після чого щірчой готовий до вживання.
Традиційно щірчой вживається руками.
Останній емір Бухари Сеїд Алім-хан завжди починав свій сніданок з щірчоя, так як до цього зобов'язувала традиція Бухари. Таким чином щірчой об'єднував багаті і бідні класи населення.